# Ulrich Eifler
Ulrich Eifler (ur. 28 września 1961 w Marburgu) – niemiecki szablista reprezentujący też RFN, trzykrotny medalista mistrzostw świata.
Podczas mistrzostw świata w Denver w 1989 roku reprezentanci RFN w składzie: Frank Bleckmann, Felix Becker, Jürgen Nolte, Ulrich Eifler i Jörg Kempenich zdobyli srebrny medal w szabli drużynowej. W rywalizacji drużynowej zdobył następnie brązowe medale na mistrzostwach świata w Lyonie (1990) i mistrzostwach świata w Essen (1993).
Nigdy nie wziął udziału w igrzyskach olimpijskich.